# Joaquim Pinheiro
Joaquim Pinheiro ComA foi um militar e político português.

## Biografia
Major de Engenharia, Comendador da Ordem Militar de Avis, Deputado da Nação na Legislatura de 1873-1877.

## Casamento
Casou com Florinda Amélia Pereira Guimarães (12 de Outubro de 1832 - 8 de Janeiro de 1907), filha de Joaquim Pereira Guimarães, tio paterno do 1.º Visconde de Benalcanfor, e de sua mulher Florinda Rosa do Carmo de Araújo, irmã do 1.º Visconde dos Olivais.